# 183287 Deisenstein
183287 Deisenstein este un asteroid din centura principală de asteroizi.

## Descriere
183287 Deisenstein este un asteroid din centura principală de asteroizi. A fost descoperit pe 5 octombrie 2002 la Apache Point Observatory în cadrul programului Sloan Digital Sky Survey. Asteroidul prezintă o orbită caracterizată de o semiaxă mare de 2,40 ua, o excentricitate de 0,12 și o înclinație de 2,3° în raport cu ecliptica.